# Hecatera albolimbata
Hecatera albolimbata là một loài bướm đêm trong họ Noctuidae.